# Sergej Suchoručenkov
Sergej Nikolajevič Suchoručenkov, Сергей Николаевич Сухорученков (* 10. srpna 1956, Brjanská oblast) je ruský silniční cyklista, olympijský vítěz z roku 1980.
S cyklistikou začal ve třinácti letech, jeho vzorem byl starší bratr Viktor, který se v roce 1967 zúčastnil britského závodu Milk Race. V roce 1975 se Sergej stal juniorským mistrem SSSR a odešel do Kujbyševa, kde se jako armádní reprezentant mohl věnovat závodění na profesionální úrovni a přitom zůstat oficiálně amatérem.
V roce 1978 se stal mistrem SSSR v jednorázovém i etapovém silničním závodě, vyhrál závod Okolo Kuby a nejvýznamnější amatérský etapový závod Západu, francouzský Tour de l'Avenir.
V roce 1979 vyhrál etapový závod listu Socialističeskaja industrija a sovětský šampionát v časovce družstev, v Itálii byl první v celkové klasifikaci Giro delle Regioni, vyhrál Závod míru a zopakoval prvenství na Tour de l'Avenir. Francouzský časopis L'Equipe ho vyhlásil v letech 1979, 1980 a 1981 nejlepším amatérským silničářem světa. Také obdržel titul zasloužilý mistr sportu a byl povýšen na podporučíka.
V roce 1980 na domácí půdě v Moskvě se stal olympijským vítězem v závodě jednotlivců, když na těžké trati 189 km dlouhé v Krylatském předvedl čtyřicetikilometrovou sólojízdu a druhého v cíli, Poláka Czeslawa Langa porazil téměř o tři minuty.
V roce 1981 opět vyhrál Giro delle Regioni, byl celkově druhý na Závodě míru a Tour de l'Avenir. V roce 1984 podruhé v kariéře vyhrál Závod míru. Do historie Závodu míru se zapsal i tím, že třikrát vybojoval modrý trikot pro člena nejlepšího družstva a třikrát zelený trikot pro nejlepšího vrchaře. V roce 1989 přestoupil do profesionálního italského týmu Alfa-Lum, Giro d'Italia ve stejném roce dokončil na 54. místě. V roce 1990 vyhrál závod Okolo Chile a poté ukončil kariéru.
Žije v Petrohradu a trénuje mládež v klubu Burevěstnik. Má sedm dětí, dcera Olga Zabělinská je úspěšná cyklistka, na londýnské olympiádě získala bronzovou medaili v závodě s hromadným startem i v časovce.